# Libro dei Chen
Il Libro dei Chen (陳書T, 陈书S, Chén ShūP), o Chen Shu, era la storia ufficiale della dinastia Chen, una delle dinastie del Sud della Cina. Figura tra le Ventiquattro Storie ufficiali della Cina imperiale, e fu compilato dallo storico della dinastia Tang Yao Silian, che lo completò nel 636.
Simile al Libro dei Liang, si basa fortemente sul manoscritto originale di Yao Chan, il padre di Yao Silian.
Il libro è una delle più complete cronache esistenti della dinastia Chen. Tuttavia, è stato criticato per aver tentato di coprire i misfatti della famiglia reale. Un commento del primo ministro Tang Wei Zheng, anch'esso incluso nel libro, contraddice alcune delle asserzioni fatte nel testo.

## Fonti
Oltre al suo uso della precedente opera di Yao Cha, Yao Silian si basò sui diari di corte contemporanei di Gu Yewang 顧野王 (519–581) e Fu Zai 傅縡 (531–585) e di un testo anteriore chiamato ugualmente Chen shu 陳書, compilato da Lu Qiong 陸瓊 (537–586).

## Contenuto
Il Libro dei Chen comprende 36 volumi. I primi 6 sono annali (紀), mentre i volumi da 7 a 36 contengono le biografie (列傳) delle più importanti figure del periodo (membri della famiglia imperiale, studiosi confuciani, scrittori, nobili, ecc.).